# Yuderqui Contreras
Yuderqui Maridalia Contreras (nacida el 27 de marzo  en San Pedro de Macorís) es una atleta dominicana que se destaca en halterofilia. Contreras fue campeona de Centroamérica y del Caribe en Mayagüez 2010.

## Trayectoria
La trayectoria deportiva de Yuderquis Contreras se identifica por su participación en los siguientes eventos nacionales e internacionales:

### Juegos Centroamericanos y del Caribe
Fue reconocido su triunfo de ser la tercera deportista con el mayor número de medallas de la selección de  República Dominicana 
en los juegos de Mayagüez 2010.

#### Juegos Centroamericanos y del Caribe de Mayagüez 2010
Su desempeño en la vigésima primera edición de los juegos, se identificó por ser la vigésima novena deportista con el mayor número de medallas entre todos los participantes del evento, con un total de 3 medallas:

- , Medalla de oro: 53 kg
- , Medalla de oro: 53 kg Arrancada
- , Medalla de oro: 53 kg Envión

### Campeonato Mundial de Halterofilia
Con una participación histórica, Contreras obtuvo medallas en categoría que en el pasado República Dominicana nunca había obtenido.
Su desempeño en el campeonato de Turquía 2010 se caracterizó por obtener dos medallas:
- , Medalla de plata: 53 kg
- , Medalla de bronce: 53 kg